# Mehmed I.
Mehmed I. Çelebi (Gentleman, také Mehmet nebo Mohamed; mezi 1382 - 1390 - 26. května 1421, Edirne), jeden z mladších synů osmanského sultána Bayezida I. Yildirima, vládl v letech 1402 – 1413 v Malé Asii a od roku 1413 až do své smrti roku 1421 znovusjednocené osmanské říši jako sultán.
Mladý Mehmed se roku 1402 zúčastnil spolu se svým otcem a bratry bitvy u Ankary, kde byli Osmané poraženi Timurem Lenkem a kde byl Bajezid zajat a posléze zemřel. Mehmed byl zachráněn vládcem města Amasie, na jehož území začal budovat centrum své moci. V zemi nastalo tzv. osmanské interregnum, tj. bezvládí a série vzájemných válek mezi bratry Mehmeda o získání sultánského trůnu. Nakonec se Mehmed roku 1413 stal pánem celé osmanské říše a mohl začít konsolidovat těžce zničenou zemi.

## Manželky, konkubíny a potomstvo
Konkubíny
- Şehzade Hatun
- Emine Hatun
- Kumru Hatun

Synové
- sultán Murad II., syn Emine
- Şehzade Küçük Mustafa (zabit v roce 1423 v bojích o trůn)
- Şehzade Mahmud (1413 - 1429)
- Şehzade Yusuf (1414 - 1429)
- Şehzade Ahmed (zemřel krátce po narození)
- Şehzade Kasim (zemřel v roce 1406)

Dcery
- Selçuk Sultan
- Sultan Hatun
- Hafsa Sultan
- İlaldi Sultan
- Ayşe Sultan

## Smrt
Panování Mehmeda I. jako sultána trvalo jen 8 let, ale byl nejsilnější ze dvých bratrů, kteří bojovali o trůn de facto 11 let za osmanského interregna, které začalo zajetím jeho otce v Ankaře a konečným vítězstvím nad bratrem Musou Çelebim v bitvě u Çamurlu.
Byl pohřben v Burse v mauzoleu postaveného poblíž známé mešity, kterou tu nechal postavit, a která se díky svým dekoracím zelených glazovaných dlaždic nazývá Zelená mešita. Mehmed také dokončil i jinou mešitu ve městě Bursa, kterou začal jeho děd Murad I. a která byla za vlády Bajezida zanedbaná. Mehmed také založil u Zelené mešity a mauzolea dvě další charakteristické instituce, jednu školu a jednu jídelnu pro chudé, z nichž obě obdaroval královskou štědrostí.